# Chavot-Courcourt
Pour les articles homonymes, voir Chavot.
Chavot-Courcourt est une commune française, située dans le département de la Marne en région Grand Est.

## Géographie
Le village de Chavot est situé sur un coteau du vignoble de Champagne, en face de la vallée du Cubry et de l'agglomération d'Épernay. La commune, qui s'étend sur 4,42 km2, regroupe plusieurs hameaux : Courcourt, la Ferme du Jard, les Fleuries, la Grange au Bois et le Pont de Bois. Le sud du territoire communal, au-delà des 200 mètres d'altitude est en partie recouvert de forêt.
| |                  |           |
| \| Vinay \| Moussy \| \| \| Brugny-Vaudancourt \| Chavot-Courcourt \| Monthelon \| \| \| Morangis \| \| |                  |           |
| Vinay                                                                                                   | Moussy           |           |
| Brugny-Vaudancourt                                                                                      | Chavot-Courcourt | Monthelon |
| | Morangis         |           |

### Hydrographie
La commune est dans la région hydrographique « la Seine de sa source au confluent de l'Oise (exclu) » au sein du bassin Seine-Normandie. Elle est drainée par le Fossé 01 du Pont de Bois,.

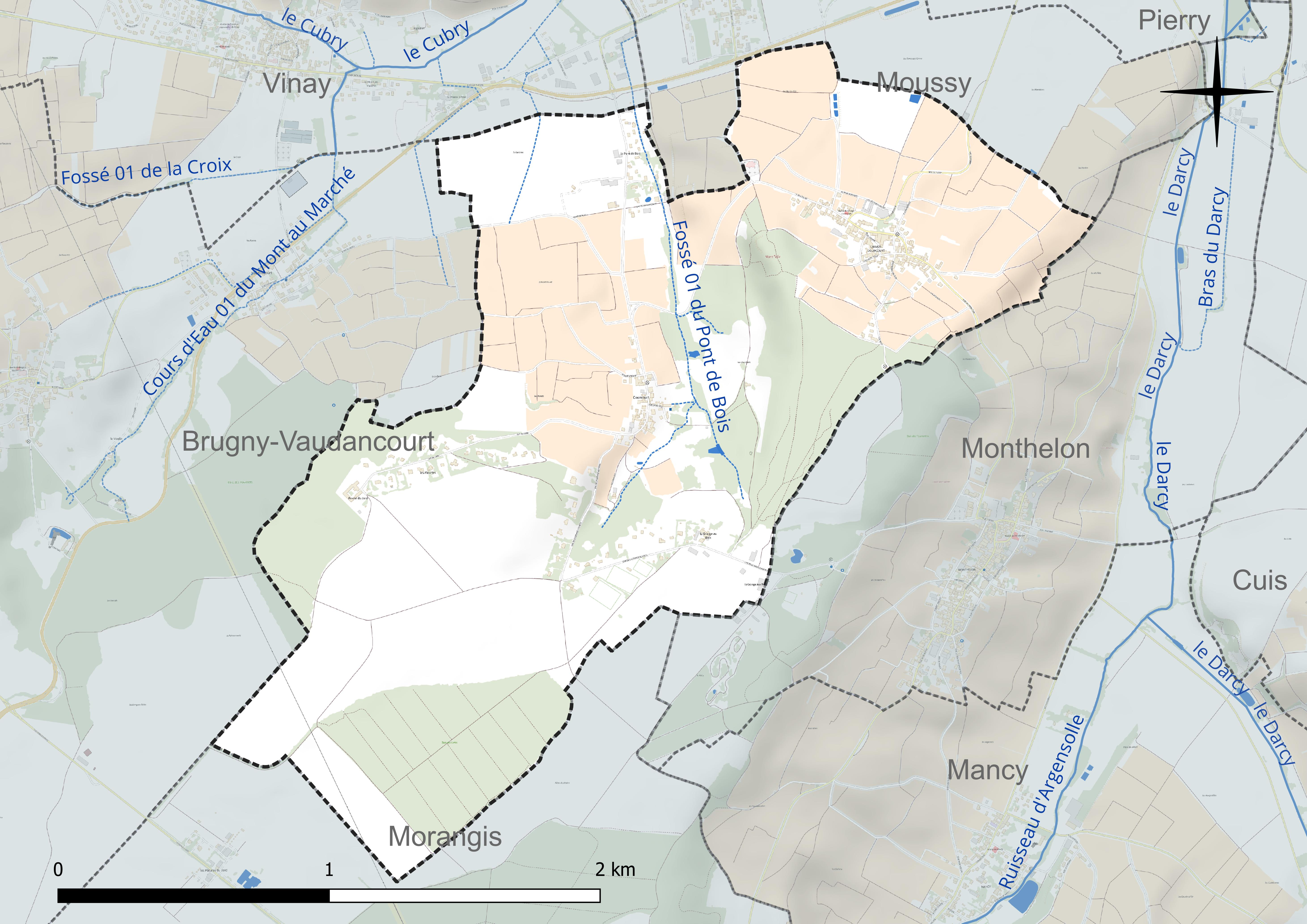
Réseau hydrographique de Chavot-Courcourt.

### Climat
Pour des articles plus généraux, voir Climat du Grand Est et Climat de la Marne.
En 2010, le climat de la commune est de type climat océanique dégradé des plaines du Centre et du Nord, selon une étude du Centre national de la recherche scientifique s'appuyant sur une série de données couvrant la période 1971-2000. En 2020, Météo-France publie une typologie des climats de la France métropolitaine dans laquelle la commune est exposée à un climat océanique altéré et est dans la région climatique  Nord-est du bassin Parisien, caractérisée par un ensoleillement médiocre, une pluviométrie moyenne régulièrement répartie au cours de l’année et un hiver froid (3 °C).
Pour la période 1971-2000, la température annuelle moyenne est de 10,5 °C, avec une amplitude thermique annuelle de 15,6 °C. Le cumul annuel moyen de précipitations est de 768 mm, avec 11,5 jours de précipitations en janvier et 8 jours en juillet. Pour la période 1991-2020, la température moyenne annuelle observée sur la station météorologique de Météo-France la plus proche, « Chouilly », sur la commune de Chouilly à 7 km à vol d'oiseau, est de 11,4 °C et le cumul annuel moyen de précipitations est de 668,9 mm. 
La température maximale relevée sur cette station est de 40,3 °C, atteinte le 25 juillet 2019 ; la température minimale est de −12,3 °C, atteinte le 5 février 2012,,.
Les paramètres climatiques de la commune ont été estimés pour le milieu du siècle (2041-2070) selon différents scénarios d'émission de gaz à effet de serre à partir des nouvelles projections climatiques de référence DRIAS-2020. Ils sont consultables sur un site dédié publié par Météo-France en novembre 2022.

## Urbanisme

### Typologie
Au 1er janvier 2024, Chavot-Courcourt est catégorisée commune rurale à habitat dispersé, selon la nouvelle grille communale de densité à sept niveaux définie par l'Insee en 2022.
Elle est située hors unité urbaine. Par ailleurs la commune fait partie de l'aire d'attraction d'Épernay, dont elle est une commune de la couronne,. Cette aire, qui regroupe 44 communes, est catégorisée dans les aires de 50 000 à moins de 200 000 habitants,.

### Occupation des sols
L'occupation des sols de la commune, telle qu'elle ressort de la base de données européenne d’occupation biophysique des sols Corine Land Cover (CLC), est marquée par l'importance des territoires agricoles (82,6 % en 2018), en augmentation par rapport à 1990 (76,2 %). La répartition détaillée en 2018 est la suivante : 
cultures permanentes (35,9 %), terres arables (27,1 %), zones agricoles hétérogènes (19,6 %), forêts (16,1 %), zones urbanisées (1,2 %). L'évolution de l’occupation des sols de la commune et de ses infrastructures peut être observée sur les différentes représentations cartographiques du territoire : la carte de Cassini (XVIIIe siècle), la carte d'état-major (1820-1866) et les cartes ou photos aériennes de l'IGN pour la période actuelle (1950 à aujourd'hui).

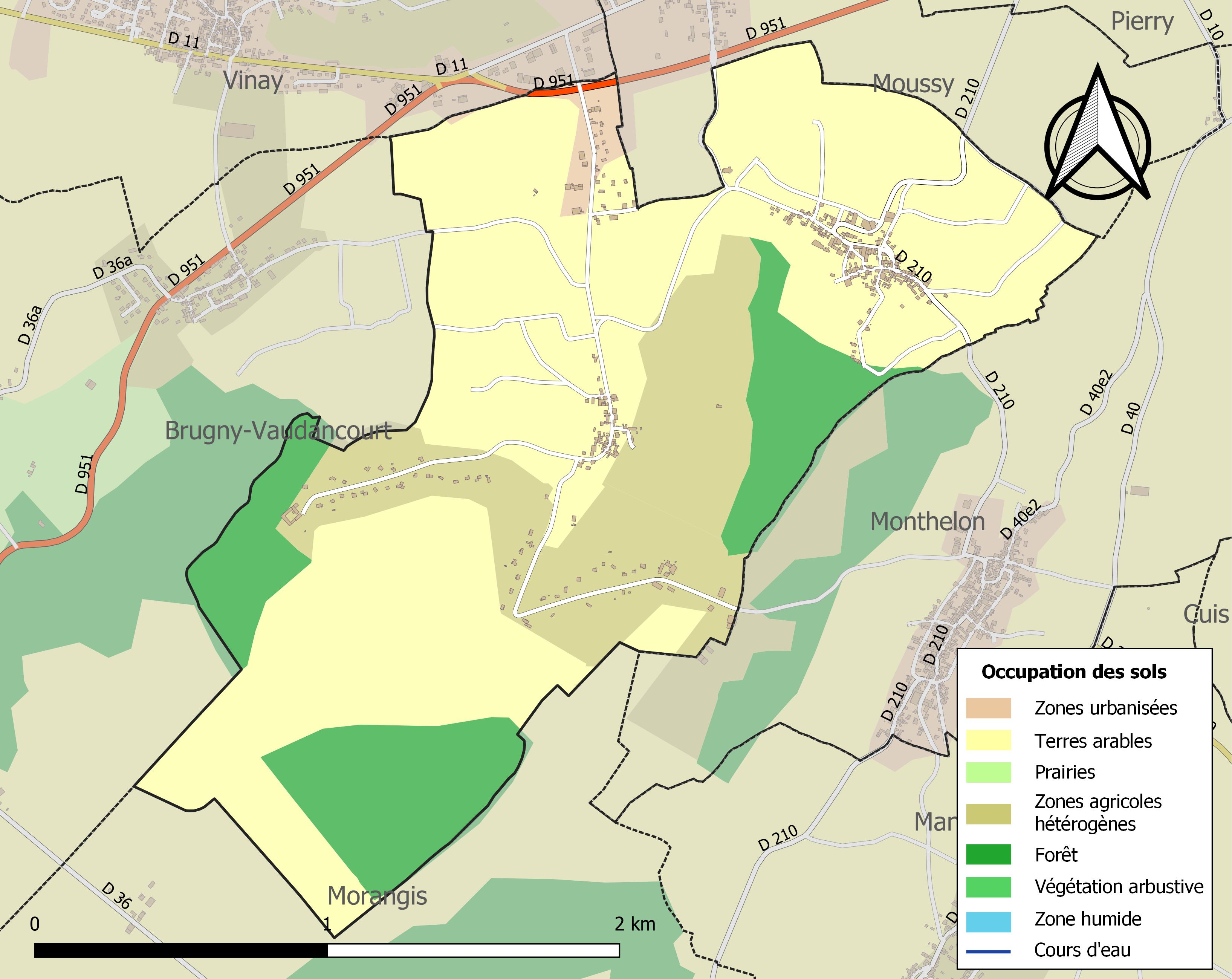
Carte des infrastructures et de l'occupation des sols de la commune en 2018 (CLC).

### Voies de communication et transports
Membre de la communauté d'agglomération Épernay, Coteaux et Plaine de Champagne, Chavot-Courcourt bénéficie du service de transport à la demande (TAD) du réseau Mouvéo. La commune dispose de deux arrêts (Courcourt et Chavot Mairie) sur la ligne J entre Moslins et Épernay, qui propose en 2025 deux allers et deux retours par jour (du lundi au samedi hors jours fériés).

## Toponymie
Chavot est attesté sous les formes Chavost (1201) ; Chavort (1237) ; Chavot (1470).

De l'agglutination du latin cavum et du suffixe oscum qui signifie : « le creux ». Peut-être de l'oïl chave « creux » et si -ost n'est qu'une graphie du  suffixe diminutif -ot « petit creux ». Chavot ou chabot est un terme qui évoque un petit poisson avec le sens de « poisson à grosse tête » qui vit caché au fond des ruisseaux, au milieu des pierres.
Courcourt, ancien hameau, est attesté sous les formes Coucourt (1362) ; Courcourt (1550) ; Coucour (1575) ; Courcour (1633) ; Courcout (1691).

## Histoire
Le lieu était habité dès le Néolithique. On a retrouvé sur la pointe du plateau de Chavot des haches en pierre polie.
Les Gaulois avaient installé au sommet du Mont-Félix un poste à feu qui servait de moyen de communication (comme le téléphone indien).
Un puits gallo-romain, qui existe encore de nos jours, atteste l'occupation romaine.
En 952, un château fort en bois fut construit. Il est cité comme chef-lieu de la châtellenie du Mont-Félix. Le château fut détruit au XIIe siècle.

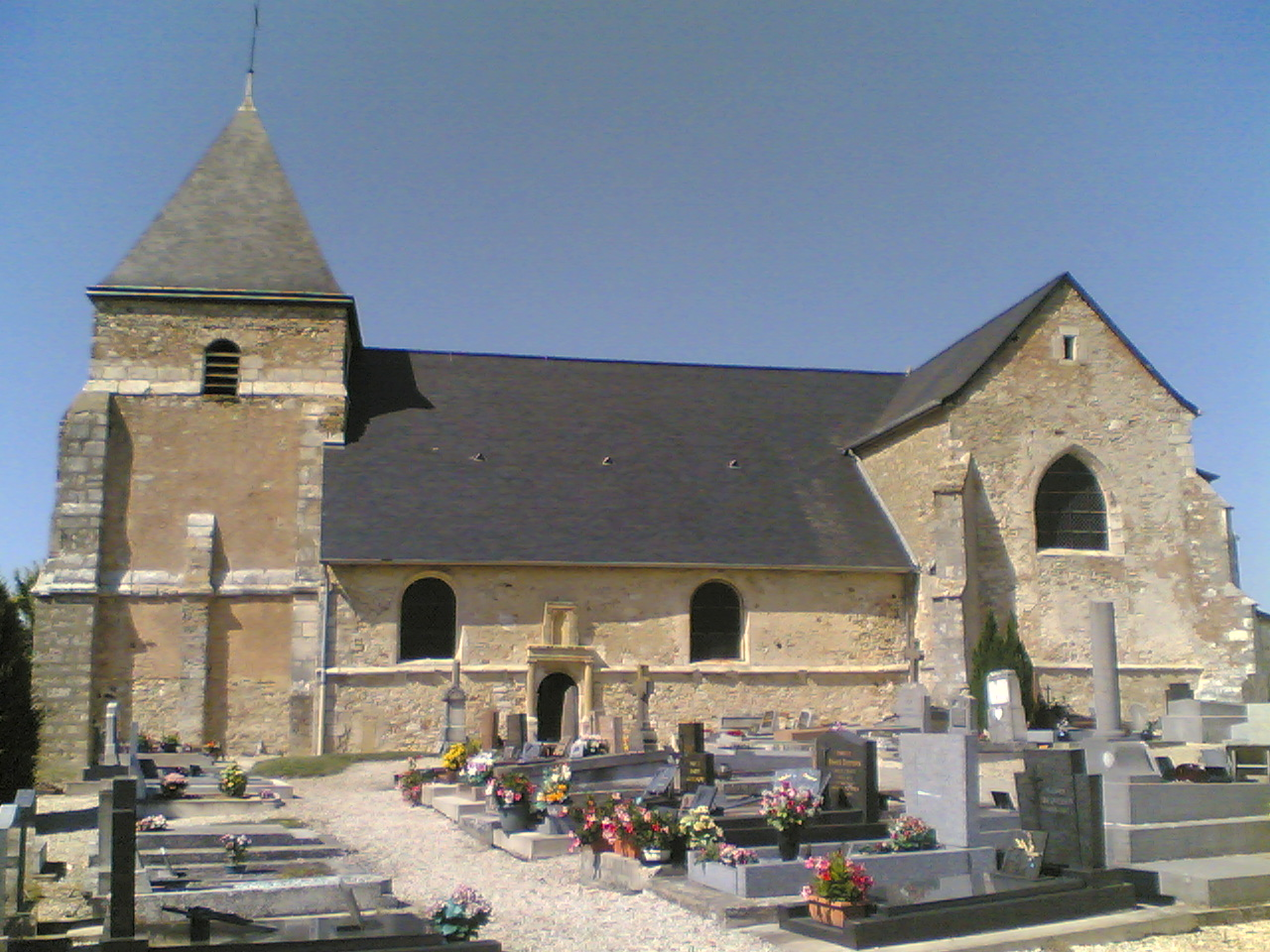
L'église de Chavot.

La fondation de l'église remonte à 1108. Elle coexista donc avec le château. Elle aurait reçu quelques réfections grâce aux subsides de la reine Blanche de Castille. Elle fut incendiée en 1567, pendant les guerres de Religion, par les huguenots du prince de Condé. messire Hannequin, abbé d'Épernay la fit reconstruire en 1579. On prétend qu'il y aurait eu alors réduction de la nef et du transept, et l'on ne reconstruisit pas les bas-côtés. C'est l'abbé Toupet qui, ainsi que l'atteste une pierre, fit rebâtir en 1739 le bas-côté qui fait face à Moussy. L'église eut à subir de nouvelles violences sous la Révolution et les conflits modernes ne l'ont pas épargnée. Le toit fut refait d'un seul tenant. Le 1er juillet 1849, les cloches neuves sont réceptionnées.
Les habitants de Courcourt et de la ferme du Jard demandent à être rattachés à Chavot. L'acte de réunion des deux villages est signé par le prince président de la République, futur Napoléon III. C'est ainsi que le 9 juillet 1852, la commune de Chavot absorbe une partie de la commune de Vaudancourt, et prend son nom actuel. L’autre partie de la commune de Vaudancourt est rattachée à Brugny-Vaudancourt.

## Politique et administration

### Intercommunalité
La commune, antérieurement membre de la communauté de communes des Trois Coteaux, l'a quittée le 31 décembre 2013 pour rejoindre le 1er janvier 2014 la communauté de communes Épernay Pays de Champagne, conformément aux prévisions du schéma départemental de coopération intercommunale (SDCI) de la Marne du 15 décembre 2011,.

### Liste des maires
| Période                                  | Période                      | Identité                        | Étiquette | Qualité                                                                             |
| ---------------------------------------- | ---------------------------- | ------------------------------- | --------- | ----------------------------------------------------------------------------------- |
| Les données manquantes sont à compléter. |                              |                                 |           |                                                                                     |
| 1860                                     | 1863                         | Jean-Baptiste Éloi Drouin       |           |                                                                                     |
| 1863                                     | 1870                         | Isidore Desbordes               |           |                                                                                     |
| 1871                                     | 1874                         | Pierre Claude Questel           |           |                                                                                     |
| 1874                                     | 1900                         | Jules César Gustave Quinet      |           |                                                                                     |
| 1900                                     |                              | Edmond Félix Eugène Charlemagne |           |                                                                                     |
| Les données manquantes sont à compléter. |                              |                                 |           |                                                                                     |
| avant 1981                               | 1989                         | Roger Desbordes                 |           |                                                                                     |
| 1989                                     | ?                            | Claude Arvois                   |           |                                                                                     |
| mars 2001                                | En cours (au 4 juillet 2014) | Gérard Butin                    | MoDem     | Président de la CC des Trois Coteaux (? → 2008 [?]) Réélu pour le mandat 2014-2020, |

## Équipements et services publics

### Eau et déchets
L'approvisionnement en eau potable et l'assainissement des eaux usées sont des compétences de la communauté d'agglomération Épernay Agglo Champagne, gérées par le biais de son service « Régie Eau et Assainissement » depuis le 1er janvier 2022. La commune de Chavot-Courcourt est alimentée en eau potable par les captages de Fontaine Garnier et Mont-Roland à Moslins. L'assainissement collectif y est assuré par la Société d'Assainissement de l'Agglomération d'Épernay, qui gère la station d'épuration d'Épernay-Mardeuil dans le cadre d'une délégation de service public confiée à Suez de 2022 à 2030.
La communauté d'agglomération est également compétente en matière de déchets. La collecte des ordures ménagères résiduelles, des déchets recyclables et des biodéchets est réalisée en porte à porte, par mise à disposition de trois bacs distincts. La communauté d'agglomération adhèrant au syndicat de valorisation des ordures ménagères de la Marne (SYVALOM), ces déchets sont amenés au centre de transfert départemental de Pierry puis valorisés sur le site de La Veuve. La collecte du verre et des textiles se fait en apport volontaire. La communauté d'agglomération met par ailleurs trois déchèteries à disposition de ses habitants : à Magenta, Pierry et Voipreux.

### Enseignement
Chavot-Courcourt fait partie de l'académie de Reims.
La commune appartient au syndicat mixte scolaire des Trois Coteaux, qui gère les écoles de Grauves. Situées rue Loucheur, les écoles de Grauves accueillent 53 élèves de maternelle et 79 élèves d'élémentaire (chiffres 2024-2025).
Les enfants de Chavot-Courcourt sont ensuite rattachés au collège Antoine de Saint-Exupéry d'Avize et au lycée Stéphane-Hessel d'Épernay.

### Postes et télécommunications
Une boîte aux lettres de La Poste se trouve sur le territoire de la commune, rue du Général Leclerc à Courcourt. Le bureau de poste le plus proche est situé à Pierry, à environ 2 km de Chavot-Courcourt.

### Justice, sécurité et secours
Du point de vue judiciaire, Chavot-Courcourt relève du conseil de prud'hommes d'Épernay, du tribunal de commerce de Reims, du tribunal de proximité, du tribunal judiciaire, du tribunal paritaire des baux ruraux et du tribunal pour enfants de Châlons-en-Champagne, dans le ressort de la cour d'appel de Reims. Pour le contentieux administratif, la commune dépend du tribunal administratif de Châlons-en-Champagne et de la cour administrative d'appel de Nancy.
Chavot-Courcourt est située en secteur Gendarmerie nationale et dépend de la brigade d'Avize.
En matière d'incendie et de secours, la caserne la plus proche est celle d'Épernay, rattachée au Service départemental d'incendie et de secours (SDIS) de la Marne.

## Économie

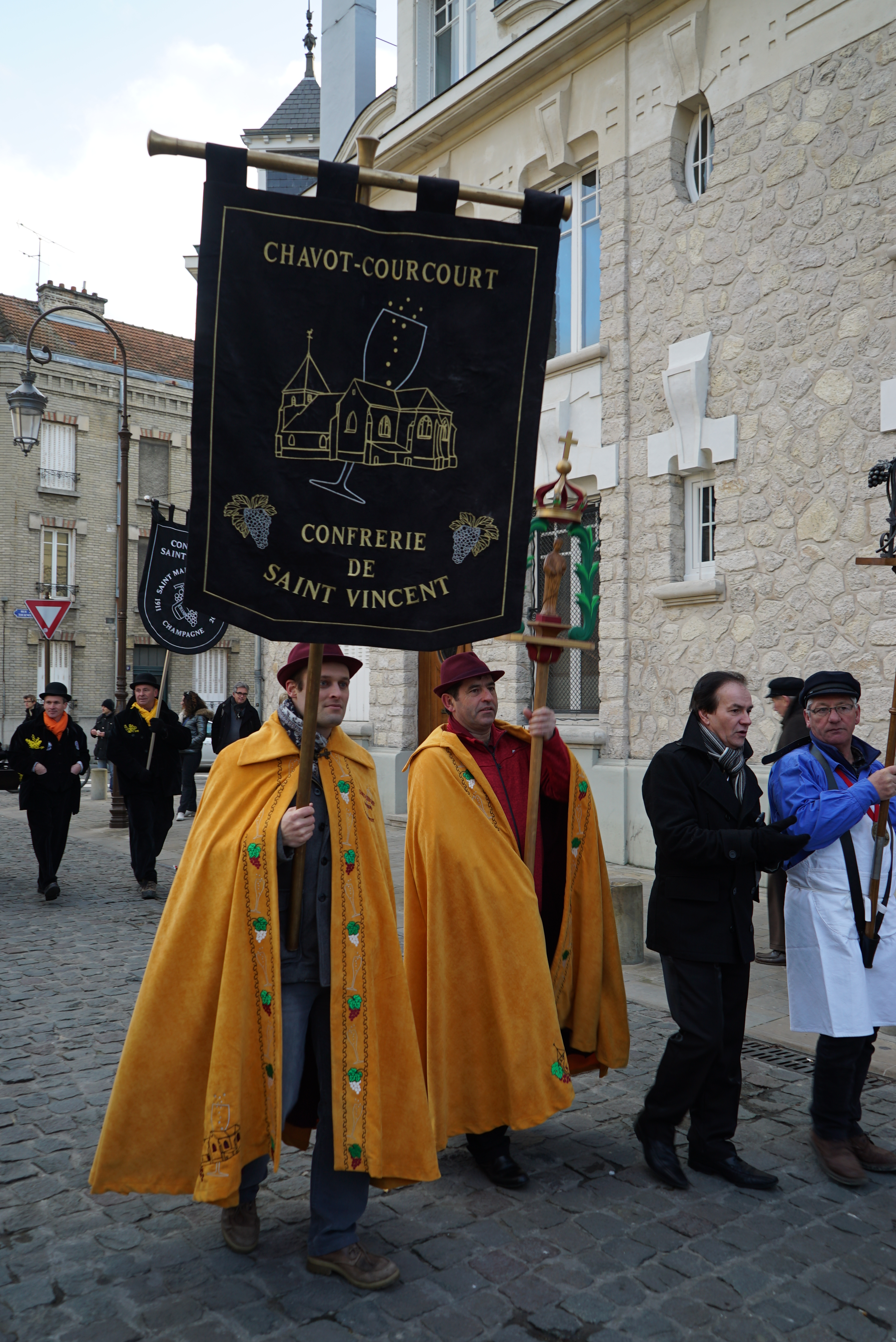
Confrérie st-Vincent liée au Champagne.

## Démographie
L'évolution du nombre d'habitants est connue à travers les recensements de la population effectués dans la commune depuis 1793. Pour les communes de moins de 10 000 habitants, une enquête de recensement portant sur toute la population est réalisée tous les cinq ans, les populations de référence des années intermédiaires étant quant à elles estimées par interpolation ou extrapolation. Pour la commune, le premier recensement exhaustif entrant dans le cadre du nouveau dispositif a été réalisé en 2007.

En 2022, la commune comptait 337 habitants, en évolution de −3,44 % par rapport à 2016 (Marne : −1,19 %, France hors Mayotte : +2,11 %).
| 1793 | 1800 | 1806 | 1821 | 1831 | 1836 | 1841 | 1846 | 1851 |
| ---- | ---- | ---- | ---- | ---- | ---- | ---- | ---- | ---- |
| 250  | 273  | 275  | 274  | 264  | 272  | 273  | 298  | 298  |

| 1856 | 1861 | 1866 | 1872 | 1876 | 1881 | 1886 | 1891 | 1896 |
| ---- | ---- | ---- | ---- | ---- | ---- | ---- | ---- | ---- |
| 354  | 349  | 341  | 360  | 366  | 364  | 348  | 336  | 347  |

| 1901 | 1906 | 1911 | 1921 | 1926 | 1931 | 1936 | 1946 | 1954 |
| ---- | ---- | ---- | ---- | ---- | ---- | ---- | ---- | ---- |
| 313  | 324  | 300  | 285  | 265  | 252  | 253  | 230  | 210  |

| 1962 | 1968 | 1975 | 1982 | 1990 | 1999 | 2006 | 2007 | 2012 |
| ---- | ---- | ---- | ---- | ---- | ---- | ---- | ---- | ---- |
| 249  | 267  | 313  | 321  | 311  | 369  | 378  | 379  | 368  |

| 2017 | 2022 | - | - | - | - | - | - | - |
| ---- | ---- | - | - | - | - | - | - | - |
| 343  | 337  | - | - | - | - | - | - | - |

## Culture locale et patrimoine

### Lieux et monuments
L'église Saint-Martin de Chavot, située à l'extérieur du village sur un promontoire, construite vers 1108,.